# Sonny Shroyer
Sonny Shroyer est un acteur américain né le 28 août 1935 à Valdosta, Géorgie (États-Unis). Il est surtout connu pour son rôle de l'Adjoint Enos Strate dans la série Shérif, fais-moi peur.

## Filmographie
- 1973 : Payday : Dabney
- 1973 : Sixteen
- 1974 : Plein la gueule (The Longest Yard) : Tannen
- 1976 : Judge Horton and the Scottsboro Boys (TV) : Noah
- 1976 : Gator de Burt Reynolds : 4th Agent
- 1977 : Racines (« Roots ») (feuilleton TV) : Seaman Thompson
- 1977 : The Farmer : Corrigan
- 1977 : Cours après moi shérif (Smokey and the Bandit) : Motorcycle Cop
- 1977 : The Lincoln Conspiracy (en) : Lewis Paine
- 1978 : The Million Dollar Dixie Deliverance (TV) : Luke
- 1978 : King (en) (feuilleton TV) : Policeman
- 1978 : The Young Runaways (TV) : C.L. Doyle
- 1978 : Summer of My German Soldier (TV) : McFee
- 1978 : They Went That-A-Way & That-A-Way (en) : Carlie
- 1979 : Freedom Road (TV) : Jason Hugar
- 1979 : Shérif, fais-moi peur (The Dukes of Hazzard) (TV) : Adjoint Enos Strate
- 1981 : Max et le Diable (The Devil and Max Devlin) : Big Billy Hunniker
- 1992 : Love Crimes : Plainclothes Cop #1
- 1993 : The Ernest Green Story (en) (TV) : Coach Snell
- 1993 : Scattered Dreams (TV) : shérif Ashford
- 1994 : In the Best of Families: Marriage, Pride & Madness (TV)
- 1994 : Forrest Gump : Coach Paul 'Bear' Bryant
- 1996 : Bastard Out of Carolina : shérif
- 1997 : Shérif Réunion (The Dukes of Hazzard: Reunion!) (TV) : Enos Strate
- 1997 : Beautés sauvages (Wild America) : Bud
- 1997 : L'Idéaliste (The Rainmaker) : Delbert Birdsong
- 1997 : Paradise Falls : Bert Kyler
- 1998 : The Gingerbread Man : Chatham County Sheriff
- 1999 : A Lesson Before Dying (TV) : Defense Attorney
- 2000 : Freedom Song (en) (TV) : Police Chief
- 2000 : La Couleur de l'amour (The Color of Love: Jacey's Story) (TV) : Larry Summer
- 2000 : Les Duke à Hollywood (The Dukes of Hazzard: Hazzard in Hollywood) (TV) : Enos Strate
- 2000 : Le Prix du courage (The Runaway) (TV) : Mason Davis
- 2001 : Diggity: A HoLes Duke à Hollywood (me at Last) : Otis Cane
- 2002 : Nowhere Road
- 2002 : The Rosa Parks Story (TV)
- 2004 : Love Song (A Love Song for Bobby Long) : Earl
- 2004 : Ray : gouverneur Jimmie Davis
- 2005 : A Tale About Bootlegging : shérif Ed Cooper